# Obvodní soud pro Prahu 2
Obvodní soud pro Prahu 2 je okresní soud se sídlem v hlavním městě Praze a s působností pro vymezenou část hlavního města, jehož odvolacím soudem je Městský soud v Praze. Rozhoduje jako soud prvního stupně ve všech trestních a civilních věcech, ledaže jde o specializovanou agendu (nejzávažnější trestné činy, insolvenční řízení, spory ve věcech obchodních korporací, hospodářské soutěže, duševního vlastnictví apod.), která je svěřena městskému soudu. Až do konce září 2017 byl Obvodní soud pro Prahu 2 ale výjimečný v tom, že byl příslušný pro projednání všech trestných činů v dopravním provozu, které se na území Prahy staly.
Soud se nachází v budově s částečným bezbariérovým přístupem na Francouzské ulici na Vinohradech.

## Soudní obvod
Obvod Obvodního soudu pro Prahu 2 se shoduje s obvodem Praha 2, patří do něj tedy jen území městské části Praha 2.
Na území tohoto obvodu žilo a do působnosti obvodního soudu tak ke konci roku 2024 spadalo 51 388 obyvatel.